# Area archeologica dell'isola di Santo Janni
L'area archeologica dell'isola di Santo Janni è un sito di archeologia subacquea, compreso nelle acque territoriali del comune di Maratea, in provincia di Potenza, presso l'omonima isola.
L'area si è rivelata ospitare il più grande giacimento di ancore e anfore di epoca romana del Mar Mediterraneo sinora esplorato. Gli esemplari rinvenuti sono oggi esposti al museo di Palazzo De Lieto a Maratea.
L'isola stessa presenta poi strutture e vasche destinate alla produzione del garum.